# Godeninci
Godeninci is een plaats in Slovenië en maakt deel uit van de gemeente Središče ob Dravi in de NUTS-3-regio Podravska. De plaats telde 139 inwoners op 1 januari 2020.